# 鹬窄体吸虫
鹬窄体吸虫（学名：Lyperosomum charadrii）为双腔科窄体属的动物。分布于俄罗斯以及中国大陆的福建福州等地，营寄生生活，终末宿主白腰灼鹬。